# Station Beauraing
Station Beauraing is een spoorwegstation langs spoorlijn 166 (Dinant - Bertrix) in de Belgische stad Beauraing.
Sinds 1 oktober 2015 zijn de loketten van dit station gesloten en is het een stopplaats geworden. Het stationsgebouw is na leegstand in 2020 als privaatwoning verkocht.

## Treindienst
| Serie              | Treinsoort          | Route | Bijzonderheden                                                           |
| ------------------ | ------------------- | --- | ------------------------------------------------------------------------ |
| L 6050             | L-trein (NMBS)      | Namen – Dinant – Beauraing – Bertrix – Libramont                                                                |                                                                          |
| P 7620/8620RE 8600 | Piekuurtrein (NMBS) | [ Luxemburg – Virton ] / [ [ Aarlen – Virton – ] / [ Dinant – Beauraing – ] Libramont – [ Ciney ] ]             | Een rechtstreekse trein Aarlen - Libramont. Een trein Libramont - Ciney. |
| P 7660/8660        | Piekuurtrein (NMBS) | Bertrix – Beauraing – Dinant – Namen                                                                            | Rijdt alleen op werkdagen.                                               |
| P 7680/8680RE 8650 | Piekuurtrein (NMBS) | [ Bertrix – Beauraing – Dinant ] / [ Libramont – [ Virton – ] / [ Marbehan – ] Aarlen ] / [ Athus – Luxemburg ] | Een trein Aarlen - Virton - Libramont. Een trein Athus - Luxemburg.      |

## Galerij

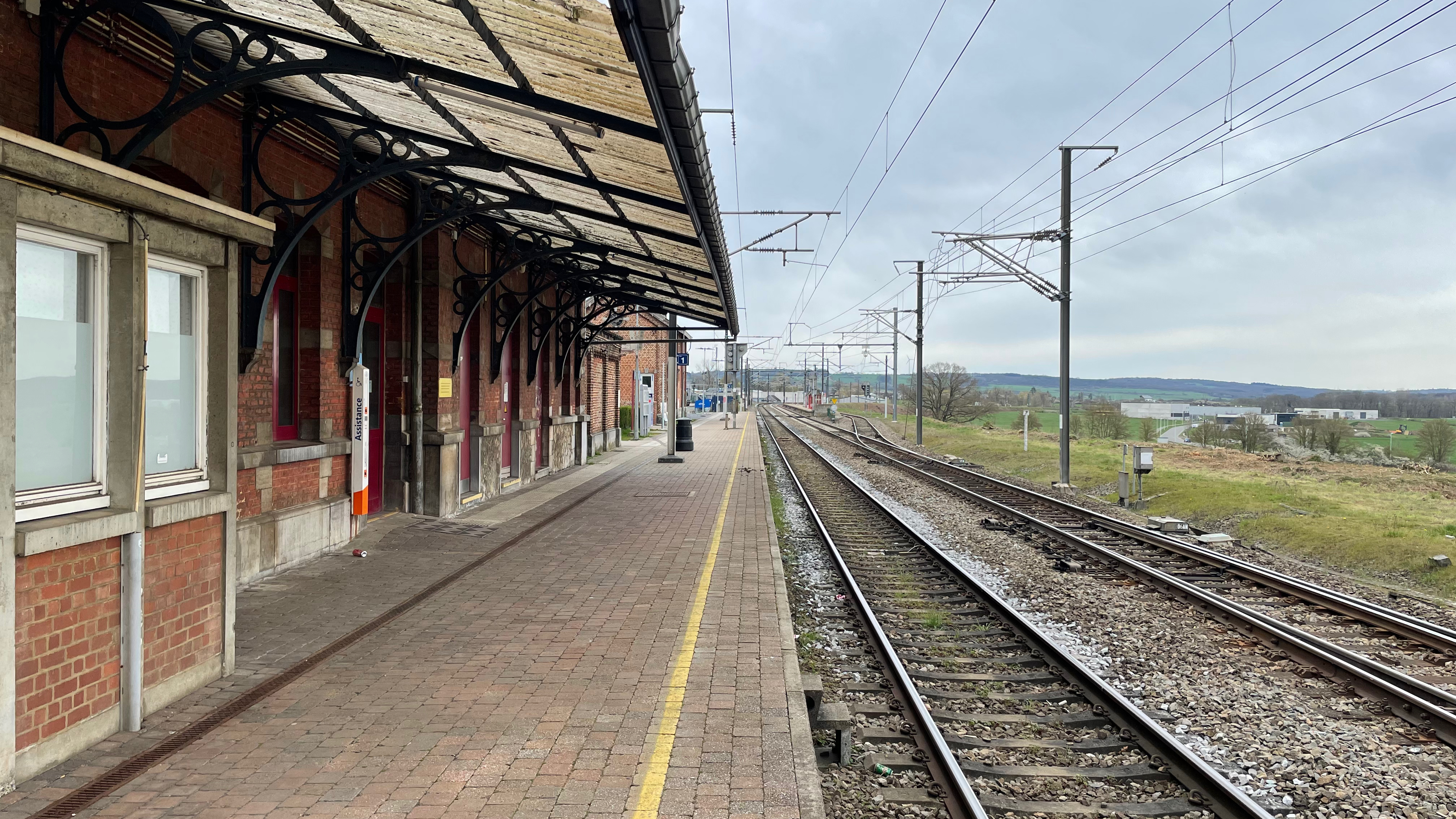
Zicht op het perron
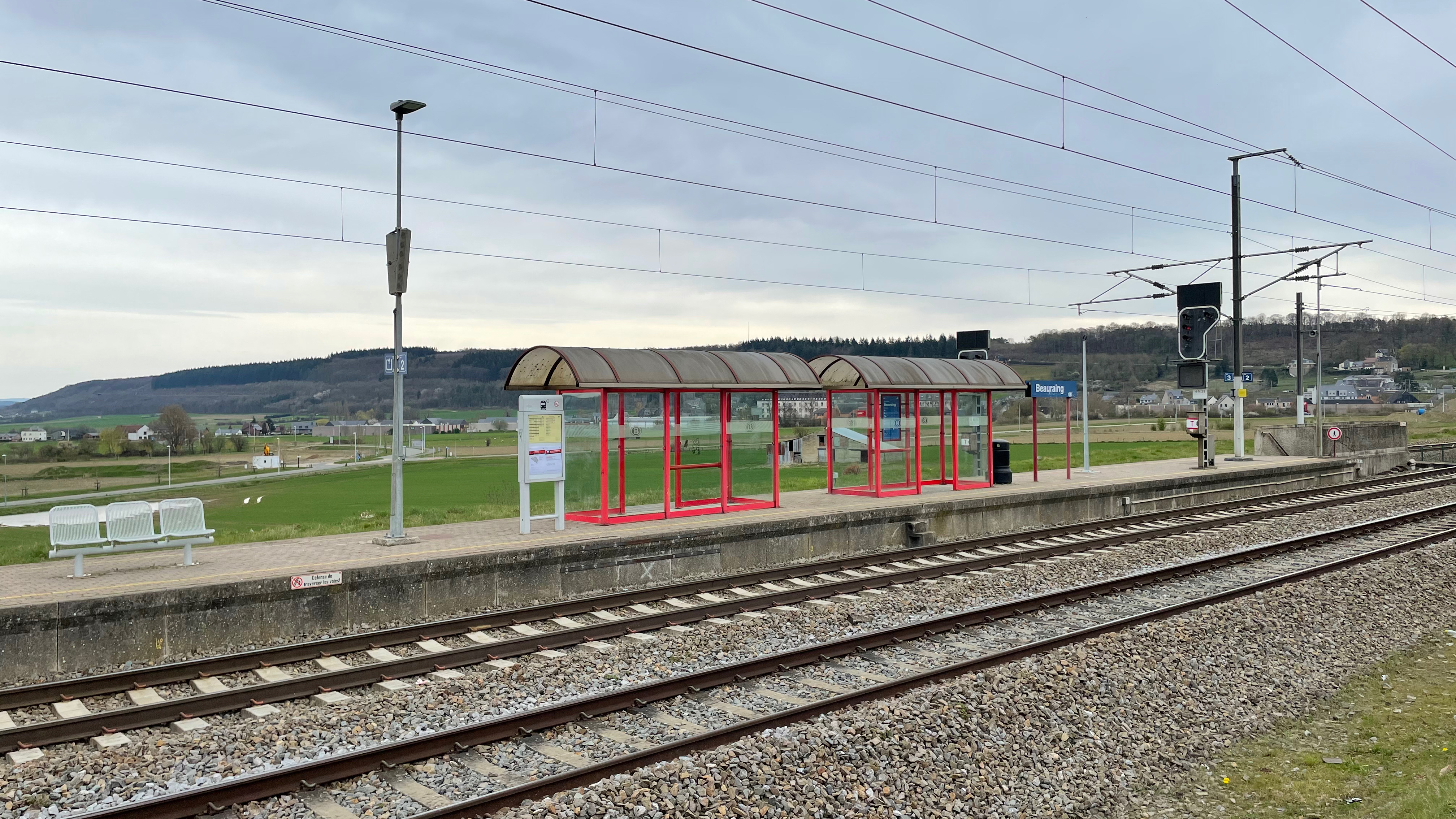
Zicht op de sporen
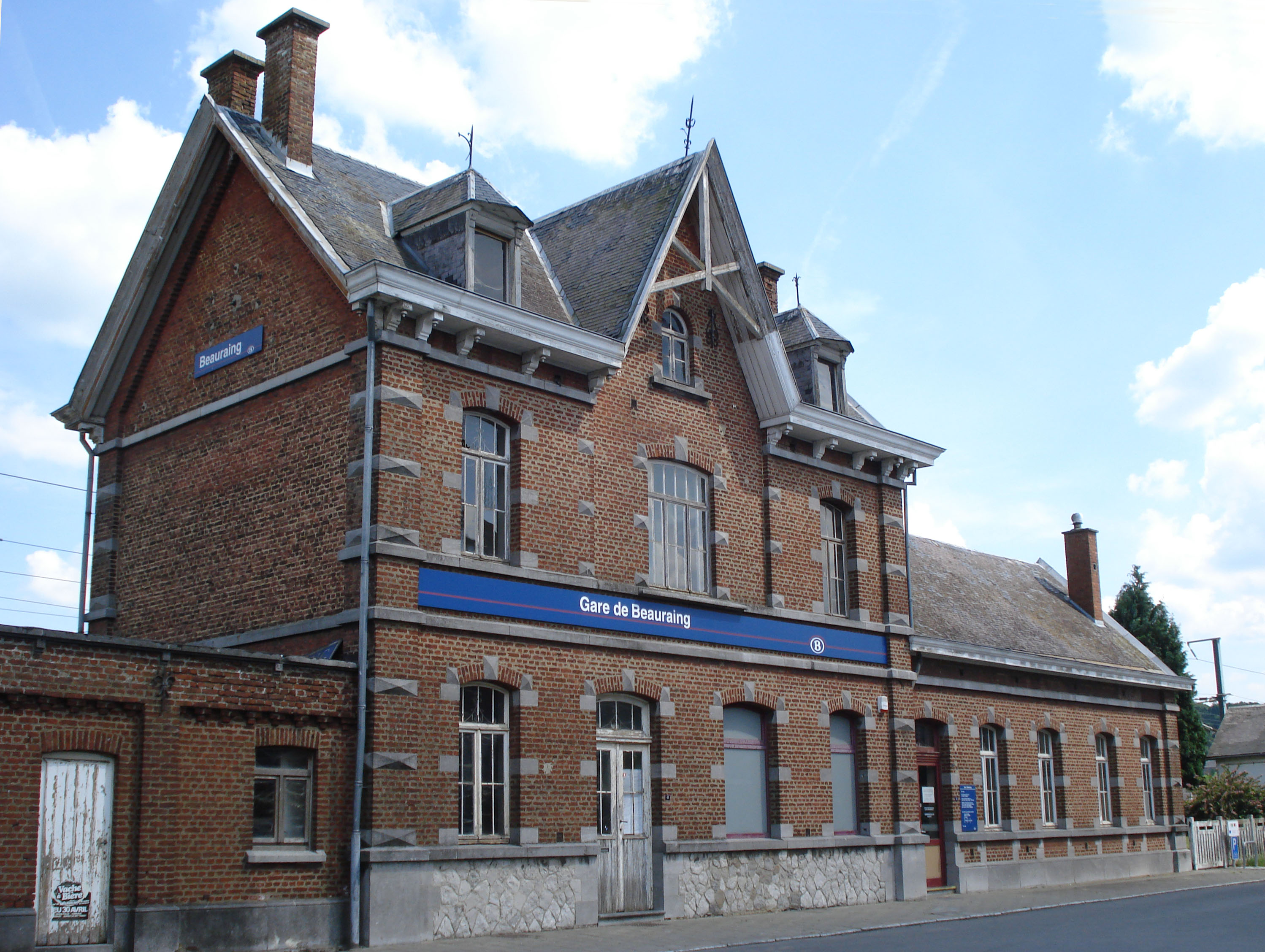
Het stationsgebouw (2009)

## Reizigerstellingen
De grafiek en tabel geven het gemiddeld aantal instappende reizigers weer op een week-, zater- en zondag.
| Tabel: aantal instappende reizigers station Beauraing | Tabel: aantal instappende reizigers station Beauraing | Tabel: aantal instappende reizigers station Beauraing | Tabel: aantal instappende reizigers station Beauraing |
|                                                       | Weekdag                                               | Zaterdag                                              | Zondag                                                |
| ----------------------------------------------------- | ----------------------------------------------------- | ----------------------------------------------------- | ----------------------------------------------------- |
| 1977                                                  | 279                                                   | 103                                                   | 178                                                   |
| 1978                                                  | 251                                                   | 74                                                    | 126                                                   |
| 1979                                                  | 265                                                   | 124                                                   | 153                                                   |
| 1980                                                  | 262                                                   | 69                                                    | 155                                                   |
| 1981                                                  | 261                                                   | 83                                                    | 158                                                   |
| 1982                                                  | 245                                                   | 66                                                    | 150                                                   |
| 1983                                                  | 228                                                   | 72                                                    | 171                                                   |
| 1984                                                  | 214                                                   | 46                                                    | 76                                                    |
| 1985                                                  | 236                                                   | 68                                                    | 113                                                   |
| 1986                                                  | 179                                                   | 75                                                    | 90                                                    |
| 1987                                                  | 238                                                   | 78                                                    | 88                                                    |
| 1988                                                  | 234                                                   | 80                                                    | 86                                                    |
| 1989                                                  | 258                                                   | 87                                                    | 111                                                   |
| 1990                                                  | 160                                                   | 74                                                    | 74                                                    |
| 1991                                                  | 174                                                   | 58                                                    | 87                                                    |
| 1992                                                  | 211                                                   | 83                                                    | 104                                                   |
| 1993                                                  | 172                                                   | 66                                                    | 131                                                   |
| 1994                                                  | 185                                                   | 93                                                    | 108                                                   |
| 1995                                                  | 185                                                   | 47                                                    | 86                                                    |
| 1996                                                  | 126                                                   | 65                                                    | 69                                                    |
| 1997                                                  | 145                                                   | 65                                                    | 230                                                   |
| 1998                                                  | 144                                                   | 55                                                    | 60                                                    |
| 1999                                                  | 175                                                   | 80                                                    | 83                                                    |
| 2000                                                  | 180                                                   | 104                                                   | 178                                                   |
| 2001                                                  | 186                                                   | 68                                                    | 176                                                   |
| 2002                                                  | 211                                                   | 70                                                    | 162                                                   |
| 2003                                                  | 208                                                   | 86                                                    | 146                                                   |
| 2004                                                  | 201                                                   | 78                                                    | 128                                                   |
| 2005                                                  | 232                                                   | 90                                                    | 232                                                   |
| 2006                                                  | 220                                                   | 88                                                    | 122                                                   |
| 2007                                                  | 243                                                   | 94                                                    | 202                                                   |
| 2008                                                  | -                                                     | -                                                     | -                                                     |
| 2009                                                  | 222                                                   | 105                                                   | 185                                                   |
| 2010                                                  | -                                                     | -                                                     | -                                                     |
| 2011                                                  | -                                                     | -                                                     | -                                                     |
| 2012                                                  | 229                                                   | 116                                                   | 173                                                   |
| 2013                                                  | 230                                                   | 97                                                    | 229                                                   |
| 2014                                                  | 229                                                   | 112                                                   | 168                                                   |
| 2015                                                  | 234                                                   | 102                                                   | 150                                                   |
| 2016                                                  | 245                                                   | 93                                                    | 131                                                   |
| 2017                                                  | 251                                                   | 82                                                    | 152                                                   |
| 2018                                                  | 242                                                   | 102                                                   | 138                                                   |
| 2019                                                  | 260                                                   | 83                                                    | 165                                                   |
| 2020                                                  | 209                                                   | 102                                                   | 99                                                    |
| 2021                                                  | -                                                     | -                                                     | -                                                     |
| 2022                                                  | 375                                                   | 178                                                   | 309                                                   |
| 2023                                                  | 295                                                   | 120                                                   | 86                                                    |
| 2024                                                  | 269                                                   | 115                                                   | 172                                                   |

2,2: Anseremme ·
4,7: Walzin ·
7,2: Gendron-Celles ·
10,4: Château d'Ardenne ·
12,2: Houyet ·
17,5: Wiesme ·
22,2: Beauraing ·
25,0: Martouzin ·
27,2: Pondrôme ·
31,3: Thanville ·
35,3: Vonêche ·
37,0: Gedinne ·
45,4: Louette-Saint-Denis ·
49,3: Bièvre ·
51,6: Graide ·
55,2: Carlsbourg ·
56,3: Merny ·
58,2: Paliseul ·
60,3: Nollevaux ·
61,5: Offagne ·
65,2: Glaumont ·
68,3: Burhaimont ·
70,2: Bertrix